# 绍利·吕特屈
绍利·吕特屈（芬蘭語：Sauli Rytky，1918年6月6日—2006年1月28日），芬兰男子越野滑雪运动员。他曾代表芬兰参加1948年冬季奥林匹克运动会越野滑雪比赛，获得男子4×10公里接力银牌。